# Casa Sartorio
 (novembre 2021).
Pour les articles homonymes, voir Sartorio.
La casa Sartorio est un bâtiment historique de la ville de Milan en Italie.

## Histoire
Le bâtiment, conçu par l'architecte Enrico Provasi, est construit en 1909,.

## Description
Le palais, qui se développe sur quatre niveaux, se situe au coin entre le via Piacenza et la via Gian Carlo Passeroni sur un terrain de forme triangulaire.
Les façades, marquées d'une élevée verticalité, présentent des élegants décorations Art nouveau. On mentionne notamment les deux fenêtres arquées d'angle du rez-de-chaussée et du quatrième étage, entrecoupées de deux balcons,.  Il est difficile de ne pas remarquer dans le style du bâtiment l'nfluence des œuvres bruxelloises de l'architecte belge Victor Horta.